# Джон Редкліфф (лікар)
Джон Редкліфф (англ. John Radcliffe; 1650 — 1 листопада 1714) — англійський лікар, науковець і політик. Низка визначних будівель в Оксфорді, зокрема Редкліффська камера (на Редкліффській площі), Редкліффська лікарня, Редкліффська наукова бібліотека, Редкліффська первинна медична допомога та Редкліффська обсерваторія були названі на його честь. Лікарня Джона Редкліффа, велика лікарня третього рівня в Хедінгтоні, також названа на його честь.

## Життя
Редкліфф народився в родині Джорджа Редкліффа та Енн Лоудер у Вейкфілді, графство Йоркшир, де його охрестили 23 січня 1653 року. Він здобув освіту в гімназії королеви Єлизавети та гімназії Норталлертона та закінчив Оксфордський університет, де він був учасником виставок в Університетському коледжі під керівництвом Обадіа Вокера, щоб стати членом коледжу Лінкольна. У 1682 році він отримав ступінь доктора медичних наук і незабаром після цього переїхав до Лондона. Там він користувався великою популярністю і став королівським лікарем Вільгельма III і Марії II.
У 1690 році він був обраний членом парламенту від Брамбера, Сассекс, а в 1713 році — членом парламенту від Бекінгема.
Після його смерті в наступному році його майно було заповідано на різні благодійні цілі, включно з лікарнею Святого Варфоломія та Університетським коледжем Оксфорда, де Редкліффський квартал названий на його честь. Благодійний трест, заснований його заповітом від 13 вересня 1714 року, досі діє як зареєстрована благодійна організація.

## Анекдоти Редкліффа
1. Серед багатьох особливостей, пов’язаних із Редкліффом, було помічено те, що, коли він був на святковій вечірці, він не хотів залишати її, навіть якщо його викликали люди найвищої слави. У той час, коли він був так сильно зайнятий у таверні, його відвідав гренадер, який попросив його негайно прийти до свого полковника; але ніякі благання не могли змусити лікаря відкласти його гуляння.
«Сер, — цитують слова солдата, — я маю наказ доставити вас до начальника». І, будучи дуже могутньою людиною, він узяв його на руки та й поніс із силою. Він зрадив свого вірного друга. Пройшовши кілька брудних провулків, лікар і його супровід прибули до вузького провулка.
«Що це за чорт, — сказав Редкліфф, — ваш полковник тут не живе?»
«Ні, — сказав його військовий товариш, — мій полковник тут не живе, а живе мій товариш, і він вартий двох полковників, так що, їй-богу, докторе, якщо ви не зробите для нього все можливе, то буде найгірше для вас!»
2. Щоб надати собі медичної влади, лікарі того часу часто публікували свої теорії, клінічні висновки та фармакопеї (збірки «квитанцій» або рецептів). Проте Редкліфф не тільки мало писав, але й відчував певну іконоборчу гордість, що мало читав, і одного разу зауважив про кілька флаконів із травами та скелет у своєму кабінеті: «Це бібліотека Редкліффа». Однак він заповів значну суму грошей Оксфорду на заснування бібліотеки Редкліффа, який, як пожартував Семюель Гарт, був «приблизно таким же логічним, як якщо б євнух заснував сераль». 
3. Лікар короля Вільяма III до 1699 року, коли Редкліфф образив короля, зауваживши: «Чому справді, я не хотів би мати дві ноги вашої величності для ваших трьох королівств».

## Медичні установи імені Редкліффа
Лікарня імені Джона Редкліффа в Оксфорді названа на честь Джона Редкліффа, як і колишня лікарня Редкліффа, яка зараз перебудовується для академічного використання Оксфордським університетом як квартал Редкліффської обсерваторії.

## Роботи
- Pharmacopoeia Radcliffeana: або «Рецепти доктора Редкліффа», сумлінно зібрані з його оригінальних рецептів, до яких додаються корисні зауваження до кожного рецепту. Друге видання виправлене. Rivington, London 2nd Ed. Едвард Стротер 1716 Безкоштовна електронна книга оцифрована Google
- Pharmacopoeiae Radcliffeanae Pars Altera: або друга й остання частина рецептів доктора Редкліффа з корисними зауваженнями тощо. До якого додається Додаток, що містить Збірник Приписів, що відповідає Намірам, необхідним для всіх Внутрішніх і Зовнішніх Хвороб, з корисними Застереженнями, доданими до кожної Голови, і повним Покажчиком до Цілого. Будучи твором загального користування для всіх лікарів, аптекарів і хірургів. Рівінгтон, Лондон. Едвард Стротер 1716 Безкоштовна електронна книга оцифрована Google
- Практичний профілакторій доктора Редкліффа : містить повний звід рецептів, призначених для всіх хвороб, внутрішніх і зовнішніх, перетравлених під відповідними головами. Рівінгтон, Лондон 4-е вид. Едвард Стротер 1721 Цифрове видання Університету та Державної бібліотеки Дюссельдорфа

## Подальше читання
- Хоун, Кемпбелл Р. (1950) Життя доктора Джона Редкліффа, 1652–1714, благодійника Оксфордського університету . Лондон: Фабер і Фабер .
- Гість, Айвор (1991) Доктор Джон Редкліфф і його довіра . Лондон: The Radcliffe Trust, 595 сторISBN 0-9502482-1-5